# 下光軍二
下光 軍二（しもみつ ぐんじ、1914年7月5日 - 2009年2月1日）は、日本の弁護士。1980年に破産したネズミ講「天下一家の会・第一相互経済研究所」の破産管財人。朝日法律相談所の設立メンバー。第一東京弁護士会所属。東京医科大学教授の下光輝一は息子。

## 経歴
1914年、広島県に生まれる。1941年、中央大学法学部卒業。1946年、弁護士開業。1949年、朝日新聞法律相談所を開設。
2009年、多発性脳梗塞にて死去。